# Lijst van burgemeesters van Driebergen-Rijsenburg
Dit is een lijst van burgemeesters van de voormalige Nederlandse gemeente Driebergen-Rijsenburg in de provincie Utrecht van de vorming uit de gemeenten Driebergen en Rijsenburg op 1 mei 1931 tot het opgaan in de nieuwe gemeente Utrechtse Heuvelrug op 1 januari 2006.
| Ambtsperiode                  | Naam burgemeester                                      | Partij of stroming | Bijzonderheden                             |
| ----------------------------- | ------------------------------------------------------ | ------------------ | ------------------------------------------ |
| 1 mei 1931 - 7 juni 1943      | Jhr. Pieter Paul (P.P.) de Beaufort                    |                    | 1925-1931 ook van Driebergen en Rijsenburg |
| 7 juni 1943 - 9 mei 1945      | W.M. Tonnon                                            | NSB                |                                            |
| 9 mei 1945 - 31 december 1951 | Jhr. Pieter Paul (P.P.) de Beaufort                    |                    | 1925-1931 ook van Driebergen en Rijsenburg |
| 1952 - 1957                   | Willem Hendrik baron Taets van Amerongen van Renswoude |                    |                                            |
| 1957 - 1979                   | Rutger Wessel (R.W.) baron van Boetzelaer              | CHU                |                                            |
| 1979 - 1991                   | Pim (W.) Jongeneel                                     | CHU / CDA          |                                            |
| 1991 - 2000                   | Reijnoud (R.A.) ridder van Rappard                     | CDA                |                                            |
| 2000 - 2005                   | Hein (H.L.M.) Bloemen                                  | CDA                |                                            |
| 2005 - 2006                   | Wim (W.J.) Kozijn                                      | PvdA               | waarnemend                                 |